# Friedrich von Preußen (1794–1863)

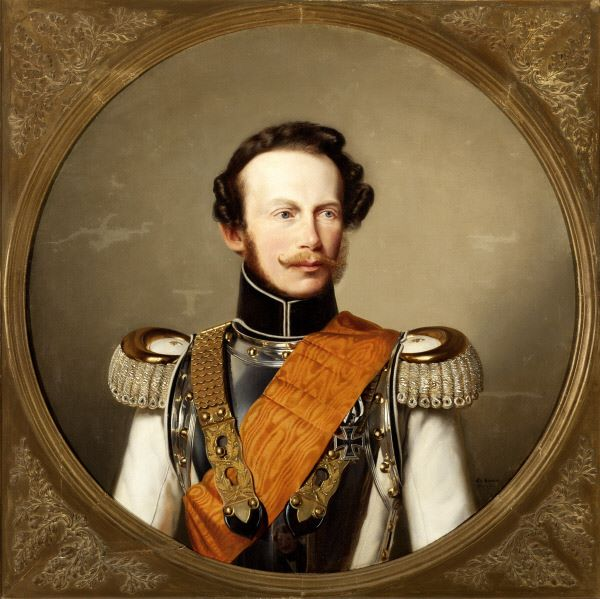
Prinz Friedrich von Preußen, Gemälde von Theodor Hildebrandt, 1836

Friedrich Wilhelm Ludwig Prinz von Preußen (* 30. Oktober 1794 in Berlin; † 27. Juli 1863 in Berlin) war ein preußischer General der Kavallerie.

## Herkunft
Friedrich war der Sohn des Prinzen Friedrich Ludwig Karl von Preußen (1773–1796) und der Prinzessin Friederike von Mecklenburg-Strelitz (1778–1841). Er war ein Neffe des preußischen Königs Friedrich Wilhelm III. sowie Cousin und Schwager des nachfolgenden Königs Friedrich Wilhelm IV.

## Militärkarriere

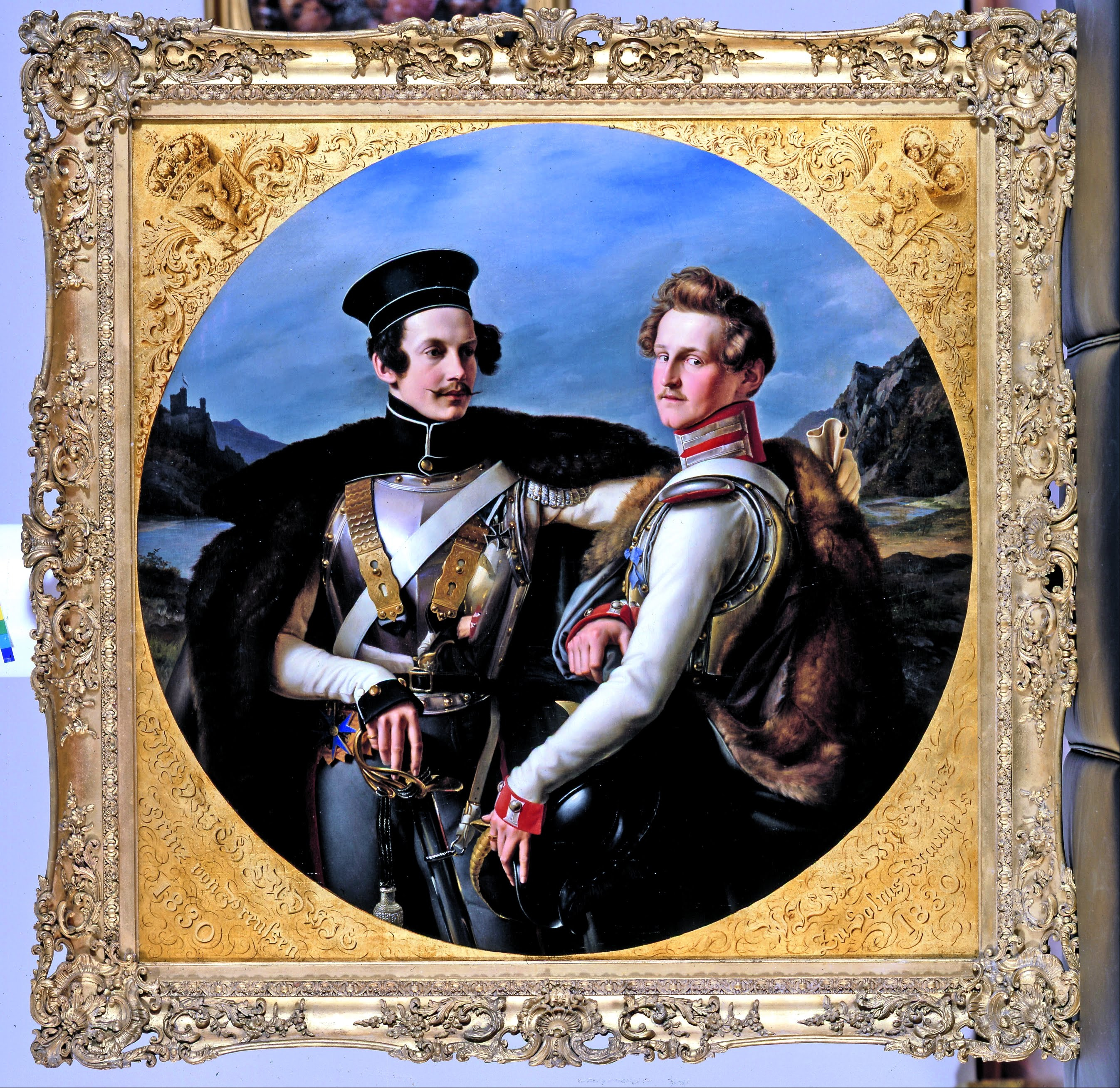
Doppelporträt der Halbbrüder und Prinzen Friedrich von Preußen (links) und Friedrich Wilhelm Heinrich Kasimir zu Solms-Braunfels in Kürassieruniformen vor dem Hintergrund der Rheinlandschaft bei Burg Rheinstein, Gemälde von Wilhelm von Schadow, 1830

Friedrich trat, wie alle preußischen Prinzen, mit seinem zehnten Lebensjahr unter Verleihung des Schwarzen Adlerordens als Fähnrich in das I. Bataillon Garde der Preußischen Armee ein. Ohne aktiv Dienst zu versehen, avancierte er Anfang November 1805 zum Sekondeleutnant und wurde nach dem verlorenen Krieg gegen Frankreich Mitte November 1808 in das Regiment Garde versetzt. Dort stieg er bis Mitte Februar 1812 zum Stabskapitän auf und befand sich mit dem Beginn der Befreiungskriege ab Mitte März 1813 im Hauptquartier des Generals von Yorck. Friedrich nahm an den Schlachten bei Großgörschen, Bautzen, Katzbach, Leipzig, Montmirail, Laon und Paris teil. Zwischenzeitlich zum Oberst aufgerückt, nahm Friedrich beim Stab des Generals von Roeder am Sommerfeldzug von 1815 teil.
Am 6. August 1815 wurde er dem Regiment der Gardes du Corps aggregiert und am 3. Dezember 1815 zum Chef des 1. Kürassier-Regiments ernannt, das ab dem 18. Oktober 1861 seinen Namen führte. Nachdem er Ende April 1816 außerdem zum Kommandeur des II. Bataillons im 2. Garde-Landwehr-Regiment in Magdeburg ernannt worden war, beförderte ihn der König am 30. März 1817 zum Generalmajor. Um sein militärisches Verständnis weiter zu stärken, entsandte ihn Friedrich Wilhelm III. im Mai 1817 zu einer mehrmonatigen Inspektionsreise durch die Provinz Sachsen und im Frühjahr 1819 inspizierte er die Divisionen im dortigen Generalkommando.
Nach der Hochzeit bewohnte er bis 1820 sein Palais in Berlin, Wilhelmstraße 72.
Nach Bildung der Rheinprovinz im preußischen Staat im Jahr 1815 wurde Friedrich am 2. Januar 1821 Kommandeur der 14. Division in Düsseldorf. Da Friedrich für diese Stellung noch verhältnismäßig jung war, wurde ihm zur Unterstützung der General von Tippelskirch als Kommandeur der 14. Infanterie-Brigade zur Seite gestellt. Er sollte ihn in allen Fragen der Ausbildung und taktischen Verwendung der Truppe beraten. Mit Patent vom 24. Juni 1825 avancierte Friedrich am 18. Juni 1825 zum Generalleutnant und wurde am 30. März 1838 unter Enthebung von seiner Stellung als Divisionskommandeur zum Inspekteur der III. Armee-Abteilung ernannt. Ende April des Folgejahres übernahm Friedrich die IV. Armee-Abteilung und stieg Mitte September zum General der Kavallerie auf. Im Mai 1841 ernannte ihn der König Friedrich Wilhelm IV. zum Leiter einer Kommission für die „Prüfung und Revision des Montierungs- und Bewaffnungswesens“ in der preußischen Armee. In dieser Funktion nahm er Einfluss auf die Entwicklung und Einführung einer neuen Uniformierung mit der Pickelhaube, deren Gestalt und Merkmale er gemeinsam mit dem Elberfelder Fabrikanten Wilhelm Jaeger konzipiert hatte. Am 9. Juli 1846 übertrug ihm der König das Gouvernement der Festung Luxemburg. Abwechselnd lebte er in den kommenden Jahren in Luxemburg und seiner Besitzung Rheinstein. Bei einem Besuch in Sankt Petersburg ernannte ihn Kaiser Nikolaus I. Ende Mai 1851 zum Chef des russischen Ulanenregiments „Charkow“. Am 4. März 1852 wurde er von seinem Verhältnis als Gouverneur entbunden.

## Privatleben und öffentliches Wirken

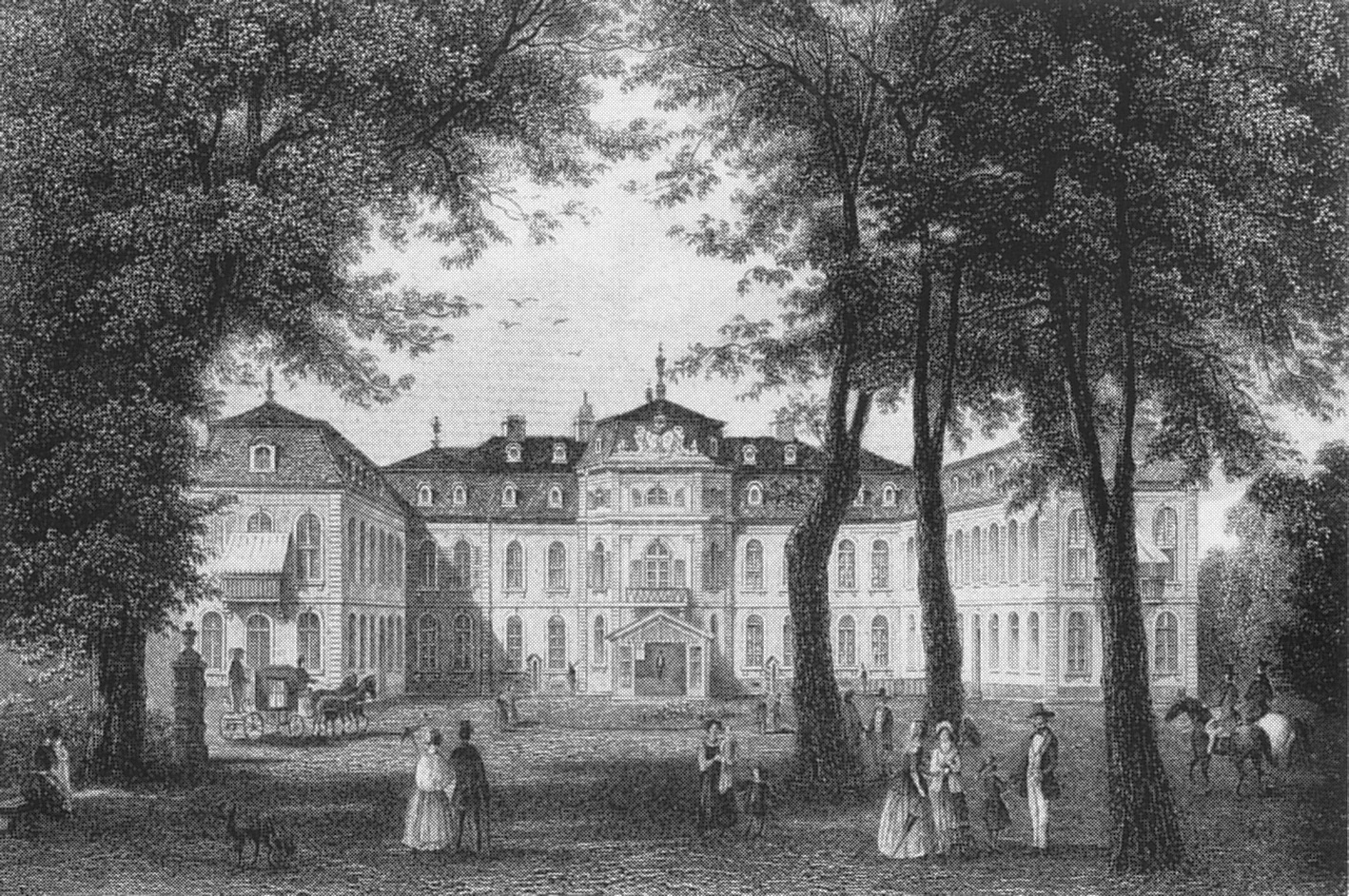
Schloss Jägerhof auf einer historischen Ansicht, 1860

Während seiner Dienstzeit in Düsseldorf residierte er mit seiner Familie im Schloss Jägerhof, das er um zwei Seitenflügel erweitern ließ. Die Hofhaltung der folgenden Jahre auf Schloss Jägerhof erinnerte die Düsseldorfer stark an frühere Zeiten als Residenzstadt und versöhnte sie mit der Tatsache, als Katholiken nun zum evangelischen Preußen gehören zu müssen. Da sowohl Friedrich als auch seine Gemahlin Prinzessin Luise äußerst kunstinteressiert waren, beide sogar selbst sehr gut zeichnen konnten, wurde Schloss Jägerhof bald zum Mittelpunkt des gesellschaftlichen und kulturellen Lebens der Stadt. Prinz Friedrich wirkte als Protektor zahlreicher kultureller Vereinigungen, etwa als Schirmherr des Kunstvereins für die Rheinlande und Westfalen, des Düsseldorfer Theatervereins, der St. Sebastianus Schützenbruderschaft Düsseldorf und des Großen Männergesangsvereins der Stadt. Häufig verkehrten er und seine Gattin im Hause Wilhelms von Schadow, des Direktors der Kunstakademie Düsseldorf, und in Ateliers von Künstlern der Düsseldorfer Malerschule. In repräsentativen Funktionen unterstützte ihn sein Sohn, der ebenfalls musisch veranlagte Prinz Georg von Preußen, den die Stadt 1888 mit der auf das Schloss von Norden her zulaufenden Prinz-Georg-Straße ehrte.

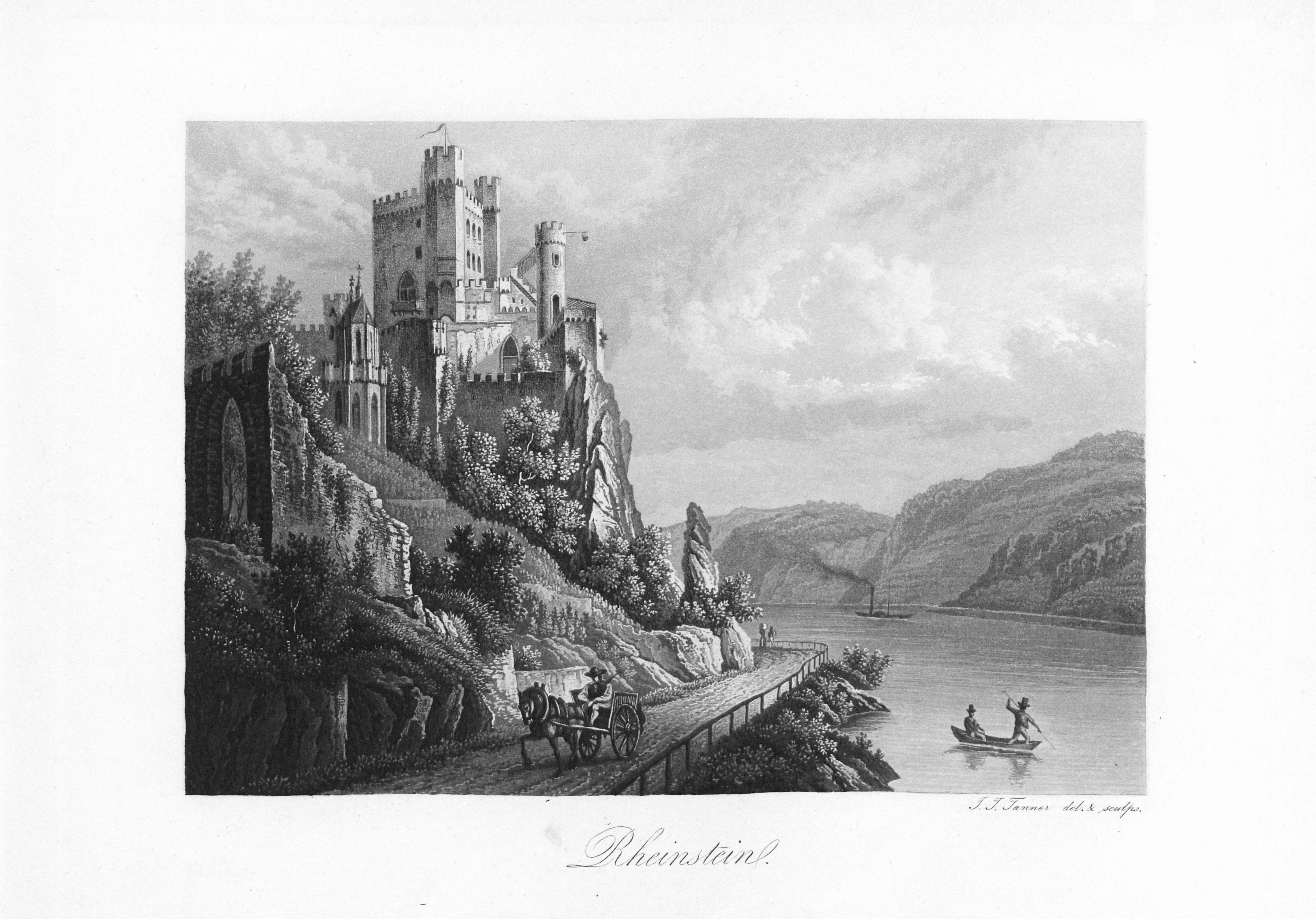
Burg Rheinstein auf einer historischen Ansicht, 1840

Wie auch sein Cousin, der spätere preußische König Friedrich Wilhelm IV., war Friedrich als Romantiker ein Verehrer des Mittelalters und der Burgen am Mittelrhein. Als Pionier der Burgenrenaissance erwarb er 1821 die Ruine der Burg Fatzberg und ließ diese als erstes einer Reihe von Wiederaufbauprojekten nach Plänen von Karl Friedrich Schinkel und Johann Claudius von Lassaulx zu einem Sommersitz ausbauen. Er gab der Burg den neuen Namen Rheinstein. Im Jahr 1837 setzte er gemeinsam mit seiner Frau Luise zum Gedenken an ihren 1834 verstorbenen Vater bei Mägdesprung das Alexiuskreuz. 1838 bis 1842 ließ er zusätzlich das Schweizerhaus – als Gästehaus für Rheinstein – und eine Kapelle errichten. In der Gruft der Kapelle wurde er zusammen mit seiner Gemahlin und seinem Sohn Georg später beigesetzt. Wegen ihres Engagements für Kultur und Mythen der Rheinprovinz gelten Friedrich und seine Familie als Wegbereiter der Rheinromantik.
Im April 1842 war Prinz Friedrich in Biebrich bei Mainz eines der 21 adligen Gründungsmitglieder des Mainzer Adelsvereins, der sich die Förderung der deutschen Auswanderung nach Texas zum Ziel setzte.
Infolge der Märzrevolution, in deren Verlauf es als Protest gegen König Friedrich Wilhelm IV. in Düsseldorf zum Pferdeäpfelvorfall gekommen sein soll, wurde Prinz Friedrich im Jahr 1848 nach Berlin zurückgerufen, während die politischen Unruhen in Düsseldorf ihren Fortgang nahmen. Friedrichs zuvor inniges Verhältnis zum politischen Zentrum der Rheinprovinz war durch die revolutionären Vorgänge schließlich derart gestört, dass er am 8. Februar 1849 von Burg Rheinstein aus in einem Brief an den Elberfelder Fabrikanten Wilhelm Jaeger Düsseldorf als „politisches Sodom und Gomorra“ beschrieb. Ungnädig fuhr er fort: „Dieses (…) sollte eigentlich aufhören Stadt zu sein und zum Dorfe herabsinken, wenngleich es wohl damit nicht die guten Gesinnungen mit sich aneignen würde, die Gott sei Dank in den Dörfern noch leben.“ Nach der gescheiterten Revolution suchte Düsseldorf die „Wiedergutmachung“: 1856 ernannte man den Prinzen Friedrich zum ersten Ehrenbürger der Stadt. Seine an einem Nervenleiden erkrankte Frau lebte seit 1855 getrennt von ihm auf Schloss Eller nahe Düsseldorf, den gemeinsamen Geburtstag des Paares am 30. Oktober verbrachte Friedrich jedoch bei ihr in Eller.
Nach ihm ist die texanische Stadt Fredericksburg benannt.

## Ehe und Nachkommen

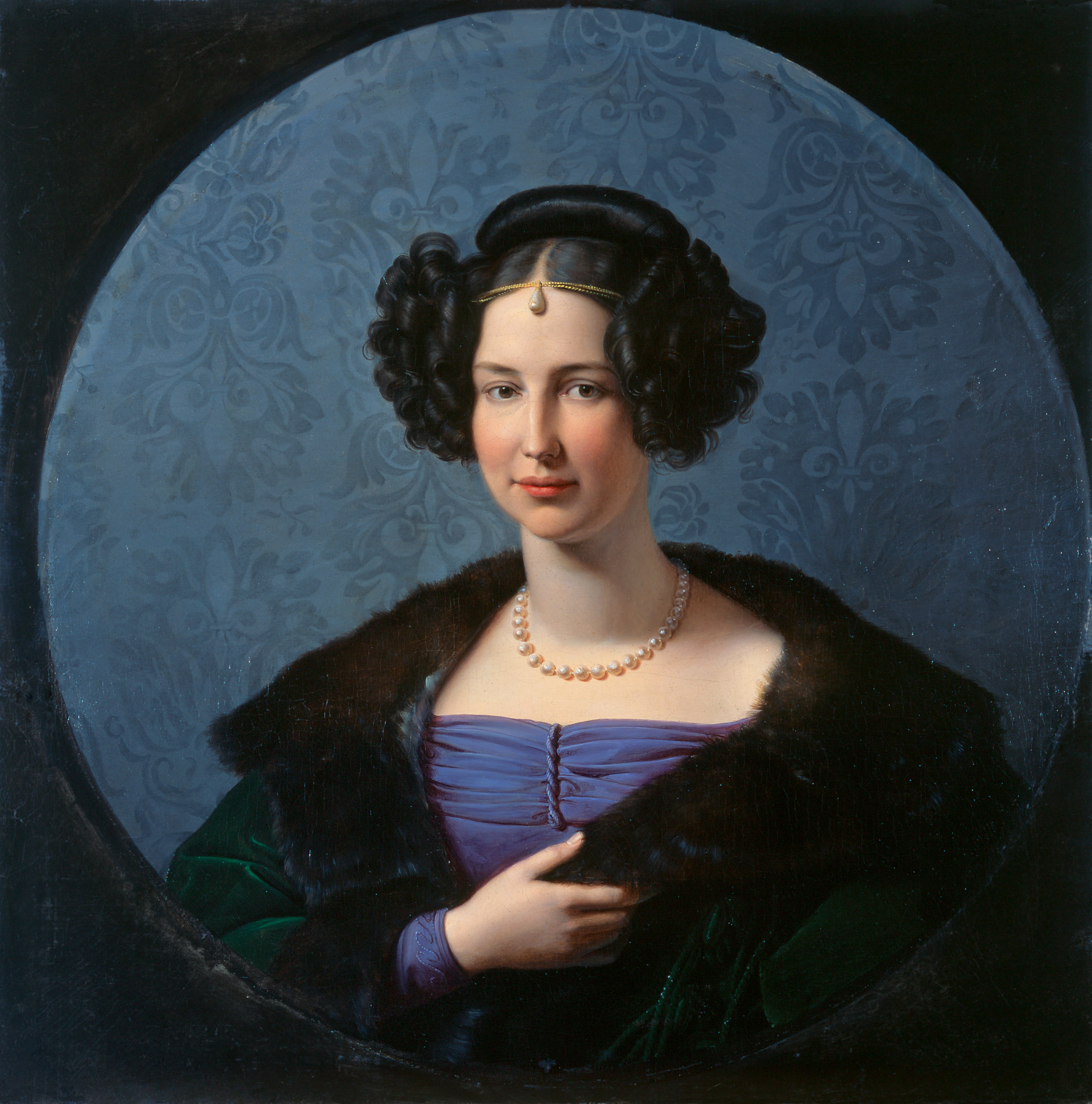
Luise von Anhalt-Bernburg, 1843 gemalt von Wilhelm von Schadow

Er heiratete am 21. November 1817 auf Schloss Ballenstedt im Landkreis Harz Luise von Anhalt-Bernburg (1799–1882), die Tochter des Alexius Herzog von Anhalt-Bernburg (1767–1834) und dessen ersten Ehefrau Prinzessin Marie Friederike von Hessen-Kassel (1768–1839). Prinzessin Luise war eine sehr begabte Zeichnerin.
Aus der Ehe gingen die Prinzen Alexander von Preußen (1820–1896) und Georg von Preußen (1826–1902) hervor.